# 1481
Portal Geschichte | Portal Biografien | Aktuelle Ereignisse | Jahreskalender | Tagesartikel

◄ |
14. Jahrhundert |
15. Jahrhundert
| 16. Jahrhundert | ►

◄ |
1450er |
1460er |
1470er |
1480er
| 1490er | 1500er | 1510er | ►

◄◄ |
◄ |
1477 |
1478 |
1479 |
1480 |
1481
| 1482 | 1483 | 1484 | 1485 | ► | ►►
Staatsoberhäupter  · Nekrolog
| Januar | Januar | Januar | Januar | Januar | Januar | Januar | Januar |
| Kw     | Mo     | Di     | Mi     | Do     | Fr     | Sa     | So     |
| ------ | ------ | ------ | ------ | ------ | ------ | ------ | ------ |
| 1      | 1      | 2      | 3      | 4      | 5      | 6      | 7      |
| 2      | 8      | 9      | 10     | 11     | 12     | 13     | 14     |
| 3      | 15     | 16     | 17     | 18     | 19     | 20     | 21     |
| 4      | 22     | 23     | 24     | 25     | 26     | 27     | 28     |
| 5      | 29     | 30     | 31     |        |        |        |        |

| Februar | Februar | Februar | Februar | Februar | Februar | Februar | Februar |
| Kw      | Mo      | Di      | Mi      | Do      | Fr      | Sa      | So      |
| ------- | ------- | ------- | ------- | ------- | ------- | ------- | ------- |
| 5       |         |         |         | 1       | 2       | 3       | 4       |
| 6       | 5       | 6       | 7       | 8       | 9       | 10      | 11      |
| 7       | 12      | 13      | 14      | 15      | 16      | 17      | 18      |
| 8       | 19      | 20      | 21      | 22      | 23      | 24      | 25      |
| 9       | 26      | 27      | 28      |         |         |         |         |

| März | März | März | März | März | März | März | März |
| Kw   | Mo   | Di   | Mi   | Do   | Fr   | Sa   | So   |
| ---- | ---- | ---- | ---- | ---- | ---- | ---- | ---- |
| 9    |      |      |      | 1    | 2    | 3    | 4    |
| 10   | 5    | 6    | 7    | 8    | 9    | 10   | 11   |
| 11   | 12   | 13   | 14   | 15   | 16   | 17   | 18   |
| 12   | 19   | 20   | 21   | 22   | 23   | 24   | 25   |
| 13   | 26   | 27   | 28   | 29   | 30   | 31   |      |

| April | April | April | April | April | April | April | April |
| Kw    | Mo    | Di    | Mi    | Do    | Fr    | Sa    | So    |
| ----- | ----- | ----- | ----- | ----- | ----- | ----- | ----- |
| 13    |       |       |       |       |       |       | 1     |
| 14    | 2     | 3     | 4     | 5     | 6     | 7     | 8     |
| 15    | 9     | 10    | 11    | 12    | 13    | 14    | 15    |
| 16    | 16    | 17    | 18    | 19    | 20    | 21    | 22    |
| 17    | 23    | 24    | 25    | 26    | 27    | 28    | 29    |
| 18    | 30    |       |       |       |       |       |       |

| Mai | Mai | Mai | Mai | Mai | Mai | Mai | Mai |
| Kw  | Mo  | Di  | Mi  | Do  | Fr  | Sa  | So  |
| --- | --- | --- | --- | --- | --- | --- | --- |
| 18  |     | 1   | 2   | 3   | 4   | 5   | 6   |
| 19  | 7   | 8   | 9   | 10  | 11  | 12  | 13  |
| 20  | 14  | 15  | 16  | 17  | 18  | 19  | 20  |
| 21  | 21  | 22  | 23  | 24  | 25  | 26  | 27  |
| 22  | 28  | 29  | 30  | 31  |     |     |     |

| Juni | Juni | Juni | Juni | Juni | Juni | Juni | Juni |
| Kw   | Mo   | Di   | Mi   | Do   | Fr   | Sa   | So   |
| ---- | ---- | ---- | ---- | ---- | ---- | ---- | ---- |
| 22   |      |      |      |      | 1    | 2    | 3    |
| 23   | 4    | 5    | 6    | 7    | 8    | 9    | 10   |
| 24   | 11   | 12   | 13   | 14   | 15   | 16   | 17   |
| 25   | 18   | 19   | 20   | 21   | 22   | 23   | 24   |
| 26   | 25   | 26   | 27   | 28   | 29   | 30   |      |

| Juli | Juli | Juli | Juli | Juli | Juli | Juli | Juli |
| Kw   | Mo   | Di   | Mi   | Do   | Fr   | Sa   | So   |
| ---- | ---- | ---- | ---- | ---- | ---- | ---- | ---- |
| 26   |      |      |      |      |      |      | 1    |
| 27   | 2    | 3    | 4    | 5    | 6    | 7    | 8    |
| 28   | 9    | 10   | 11   | 12   | 13   | 14   | 15   |
| 29   | 16   | 17   | 18   | 19   | 20   | 21   | 22   |
| 30   | 23   | 24   | 25   | 26   | 27   | 28   | 29   |
| 31   | 30   | 31   |      |      |      |      |      |

| August | August | August | August | August | August | August | August |
| Kw     | Mo     | Di     | Mi     | Do     | Fr     | Sa     | So     |
| ------ | ------ | ------ | ------ | ------ | ------ | ------ | ------ |
| 31     |        |        | 1      | 2      | 3      | 4      | 5      |
| 32     | 6      | 7      | 8      | 9      | 10     | 11     | 12     |
| 33     | 13     | 14     | 15     | 16     | 17     | 18     | 19     |
| 34     | 20     | 21     | 22     | 23     | 24     | 25     | 26     |
| 35     | 27     | 28     | 29     | 30     | 31     |        |        |

| September | September | September | September | September | September | September | September |
| Kw        | Mo        | Di        | Mi        | Do        | Fr        | Sa        | So        |
| --------- | --------- | --------- | --------- | --------- | --------- | --------- | --------- |
| 35        |           |           |           |           |           | 1         | 2         |
| 36        | 3         | 4         | 5         | 6         | 7         | 8         | 9         |
| 37        | 10        | 11        | 12        | 13        | 14        | 15        | 16        |
| 38        | 17        | 18        | 19        | 20        | 21        | 22        | 23        |
| 39        | 24        | 25        | 26        | 27        | 28        | 29        | 30        |

| Oktober | Oktober | Oktober | Oktober | Oktober | Oktober | Oktober | Oktober |
| Kw      | Mo      | Di      | Mi      | Do      | Fr      | Sa      | So      |
| ------- | ------- | ------- | ------- | ------- | ------- | ------- | ------- |
| 40      | 1       | 2       | 3       | 4       | 5       | 6       | 7       |
| 41      | 8       | 9       | 10      | 11      | 12      | 13      | 14      |
| 42      | 15      | 16      | 17      | 18      | 19      | 20      | 21      |
| 43      | 22      | 23      | 24      | 25      | 26      | 27      | 28      |
| 44      | 29      | 30      | 31      |         |         |         |         |

| November | November | November | November | November | November | November | November |
| Kw       | Mo       | Di       | Mi       | Do       | Fr       | Sa       | So       |
| -------- | -------- | -------- | -------- | -------- | -------- | -------- | -------- |
| 44       |          |          |          | 1        | 2        | 3        | 4        |
| 45       | 5        | 6        | 7        | 8        | 9        | 10       | 11       |
| 46       | 12       | 13       | 14       | 15       | 16       | 17       | 18       |
| 47       | 19       | 20       | 21       | 22       | 23       | 24       | 25       |
| 48       | 26       | 27       | 28       | 29       | 30       |          |          |

| Dezember | Dezember | Dezember | Dezember | Dezember | Dezember | Dezember | Dezember |
| Kw       | Mo       | Di       | Mi       | Do       | Fr       | Sa       | So       |
| -------- | -------- | -------- | -------- | -------- | -------- | -------- | -------- |
| 48       |          |          |          |          |          | 1        | 2        |
| 49       | 3        | 4        | 5        | 6        | 7        | 8        | 9        |
| 50       | 10       | 11       | 12       | 13       | 14       | 15       | 16       |
| 51       | 17       | 18       | 19       | 20       | 21       | 22       | 23       |
| 52       | 24       | 25       | 26       | 27       | 28       | 29       | 30       |
| 1        | 31       |          |          |          |          |          |          |

| Januar | Januar | Januar | Januar | Januar | Januar | Januar | Januar |
| Kw     | Mo     | Di     | Mi     | Do     | Fr     | Sa     | So     |
| ------ | ------ | ------ | ------ | ------ | ------ | ------ | ------ |
| 1      | 1      | 2      | 3      | 4      | 5      | 6      | 7      |
| 2      | 8      | 9      | 10     | 11     | 12     | 13     | 14     |
| 3      | 15     | 16     | 17     | 18     | 19     | 20     | 21     |
| 4      | 22     | 23     | 24     | 25     | 26     | 27     | 28     |
| 5      | 29     | 30     | 31     |        |        |        |        |

| Februar | Februar | Februar | Februar | Februar | Februar | Februar | Februar |
| Kw      | Mo      | Di      | Mi      | Do      | Fr      | Sa      | So      |
| ------- | ------- | ------- | ------- | ------- | ------- | ------- | ------- |
| 5       |         |         |         | 1       | 2       | 3       | 4       |
| 6       | 5       | 6       | 7       | 8       | 9       | 10      | 11      |
| 7       | 12      | 13      | 14      | 15      | 16      | 17      | 18      |
| 8       | 19      | 20      | 21      | 22      | 23      | 24      | 25      |
| 9       | 26      | 27      | 28      |         |         |         |         |

| März | März | März | März | März | März | März | März |
| Kw   | Mo   | Di   | Mi   | Do   | Fr   | Sa   | So   |
| ---- | ---- | ---- | ---- | ---- | ---- | ---- | ---- |
| 9    |      |      |      | 1    | 2    | 3    | 4    |
| 10   | 5    | 6    | 7    | 8    | 9    | 10   | 11   |
| 11   | 12   | 13   | 14   | 15   | 16   | 17   | 18   |
| 12   | 19   | 20   | 21   | 22   | 23   | 24   | 25   |
| 13   | 26   | 27   | 28   | 29   | 30   | 31   |      |

| April | April | April | April | April | April | April | April |
| Kw    | Mo    | Di    | Mi    | Do    | Fr    | Sa    | So    |
| ----- | ----- | ----- | ----- | ----- | ----- | ----- | ----- |
| 13    |       |       |       |       |       |       | 1     |
| 14    | 2     | 3     | 4     | 5     | 6     | 7     | 8     |
| 15    | 9     | 10    | 11    | 12    | 13    | 14    | 15    |
| 16    | 16    | 17    | 18    | 19    | 20    | 21    | 22    |
| 17    | 23    | 24    | 25    | 26    | 27    | 28    | 29    |
| 18    | 30    |       |       |       |       |       |       |

| Mai | Mai | Mai | Mai | Mai | Mai | Mai | Mai |
| Kw  | Mo  | Di  | Mi  | Do  | Fr  | Sa  | So  |
| --- | --- | --- | --- | --- | --- | --- | --- |
| 18  |     | 1   | 2   | 3   | 4   | 5   | 6   |
| 19  | 7   | 8   | 9   | 10  | 11  | 12  | 13  |
| 20  | 14  | 15  | 16  | 17  | 18  | 19  | 20  |
| 21  | 21  | 22  | 23  | 24  | 25  | 26  | 27  |
| 22  | 28  | 29  | 30  | 31  |     |     |     |

| Juni | Juni | Juni | Juni | Juni | Juni | Juni | Juni |
| Kw   | Mo   | Di   | Mi   | Do   | Fr   | Sa   | So   |
| ---- | ---- | ---- | ---- | ---- | ---- | ---- | ---- |
| 22   |      |      |      |      | 1    | 2    | 3    |
| 23   | 4    | 5    | 6    | 7    | 8    | 9    | 10   |
| 24   | 11   | 12   | 13   | 14   | 15   | 16   | 17   |
| 25   | 18   | 19   | 20   | 21   | 22   | 23   | 24   |
| 26   | 25   | 26   | 27   | 28   | 29   | 30   |      |

| Juli | Juli | Juli | Juli | Juli | Juli | Juli | Juli |
| Kw   | Mo   | Di   | Mi   | Do   | Fr   | Sa   | So   |
| ---- | ---- | ---- | ---- | ---- | ---- | ---- | ---- |
| 26   |      |      |      |      |      |      | 1    |
| 27   | 2    | 3    | 4    | 5    | 6    | 7    | 8    |
| 28   | 9    | 10   | 11   | 12   | 13   | 14   | 15   |
| 29   | 16   | 17   | 18   | 19   | 20   | 21   | 22   |
| 30   | 23   | 24   | 25   | 26   | 27   | 28   | 29   |
| 31   | 30   | 31   |      |      |      |      |      |

| August | August | August | August | August | August | August | August |
| Kw     | Mo     | Di     | Mi     | Do     | Fr     | Sa     | So     |
| ------ | ------ | ------ | ------ | ------ | ------ | ------ | ------ |
| 31     |        |        | 1      | 2      | 3      | 4      | 5      |
| 32     | 6      | 7      | 8      | 9      | 10     | 11     | 12     |
| 33     | 13     | 14     | 15     | 16     | 17     | 18     | 19     |
| 34     | 20     | 21     | 22     | 23     | 24     | 25     | 26     |
| 35     | 27     | 28     | 29     | 30     | 31     |        |        |

| September | September | September | September | September | September | September | September |
| Kw        | Mo        | Di        | Mi        | Do        | Fr        | Sa        | So        |
| --------- | --------- | --------- | --------- | --------- | --------- | --------- | --------- |
| 35        |           |           |           |           |           | 1         | 2         |
| 36        | 3         | 4         | 5         | 6         | 7         | 8         | 9         |
| 37        | 10        | 11        | 12        | 13        | 14        | 15        | 16        |
| 38        | 17        | 18        | 19        | 20        | 21        | 22        | 23        |
| 39        | 24        | 25        | 26        | 27        | 28        | 29        | 30        |

| Oktober | Oktober | Oktober | Oktober | Oktober | Oktober | Oktober | Oktober |
| Kw      | Mo      | Di      | Mi      | Do      | Fr      | Sa      | So      |
| ------- | ------- | ------- | ------- | ------- | ------- | ------- | ------- |
| 40      | 1       | 2       | 3       | 4       | 5       | 6       | 7       |
| 41      | 8       | 9       | 10      | 11      | 12      | 13      | 14      |
| 42      | 15      | 16      | 17      | 18      | 19      | 20      | 21      |
| 43      | 22      | 23      | 24      | 25      | 26      | 27      | 28      |
| 44      | 29      | 30      | 31      |         |         |         |         |

| November | November | November | November | November | November | November | November |
| Kw       | Mo       | Di       | Mi       | Do       | Fr       | Sa       | So       |
| -------- | -------- | -------- | -------- | -------- | -------- | -------- | -------- |
| 44       |          |          |          | 1        | 2        | 3        | 4        |
| 45       | 5        | 6        | 7        | 8        | 9        | 10       | 11       |
| 46       | 12       | 13       | 14       | 15       | 16       | 17       | 18       |
| 47       | 19       | 20       | 21       | 22       | 23       | 24       | 25       |
| 48       | 26       | 27       | 28       | 29       | 30       |          |          |

| Dezember | Dezember | Dezember | Dezember | Dezember | Dezember | Dezember | Dezember |
| Kw       | Mo       | Di       | Mi       | Do       | Fr       | Sa       | So       |
| -------- | -------- | -------- | -------- | -------- | -------- | -------- | -------- |
| 48       |          |          |          |          |          | 1        | 2        |
| 49       | 3        | 4        | 5        | 6        | 7        | 8        | 9        |
| 50       | 10       | 11       | 12       | 13       | 14       | 15       | 16       |
| 51       | 17       | 18       | 19       | 20       | 21       | 22       | 23       |
| 52       | 24       | 25       | 26       | 27       | 28       | 29       | 30       |
| 1        | 31       |          |          |          |          |          |          |

## Ereignisse

### Politik und Weltgeschehen

#### Spanien, Portugal und ihre Kolonien
- 21. Juni: Papst Sixtus IV. bestätigt in der Bulle Aeterni regis den Vertrag von Alcáçovas. Die Kanarischen Inseln bleiben damit kastilischer Besitz. Alle weiteren Erwerbungen in Afrika und östlich davon sollen Portugal zufallen.
- 28. August: Nach dem Tode seines Vaters Alfons V. besteigt Johann II. den portugiesischen Thron. Es gelingt ihm während seiner Herrschaft, die Königsmacht, die unter seinen Vorgängern geschwächt worden ist, gegen den Adel vollkommen wiederherzustellen.

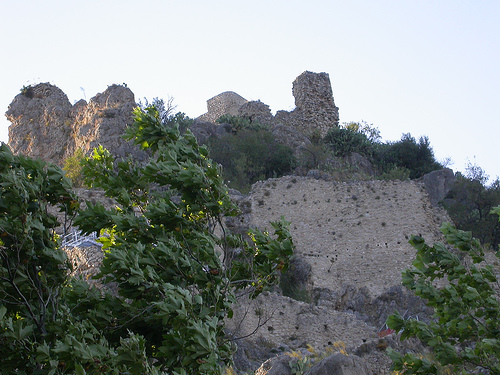
Das Kastell von Zahara de la Sierra

- Ende des Jahres überfallen die Mauren die Stadt Zahara als eine Reaktion auf Angriffe der Christen auf einige Orte an der Westgrenze. Dieser Angriff gilt als der Beginn der letzten Phase der Reconquista. Mit Zustimmung der Katholischen Könige greift der Marquis von Cádiz Rodrigo Ponce de León mit seinen Truppen als Reaktion die Stadt Alhama de Granada an.

#### Frankreich
- König Ludwig XI. von Frankreich vereinnahmt Anjou, Maine und die Provence.

#### Heiliges Römisches Reich / Skandinavien

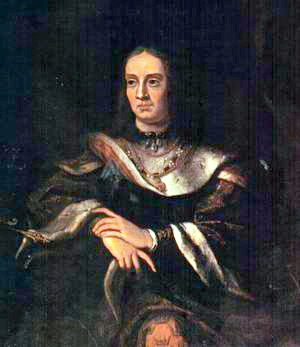
Johann I. von Dänemark

- 21. Mai: Nach dem Tod von Christian I. wird sein Sohn Johann I. ohne Probleme König von Dänemark und damit auch Herzog von Schleswig und Holstein. In den beiden anderen Ländern der Kalmarer Union, Norwegen und insbesondere Schweden, hat er jedoch mit größeren Widerständen zu kämpfen.

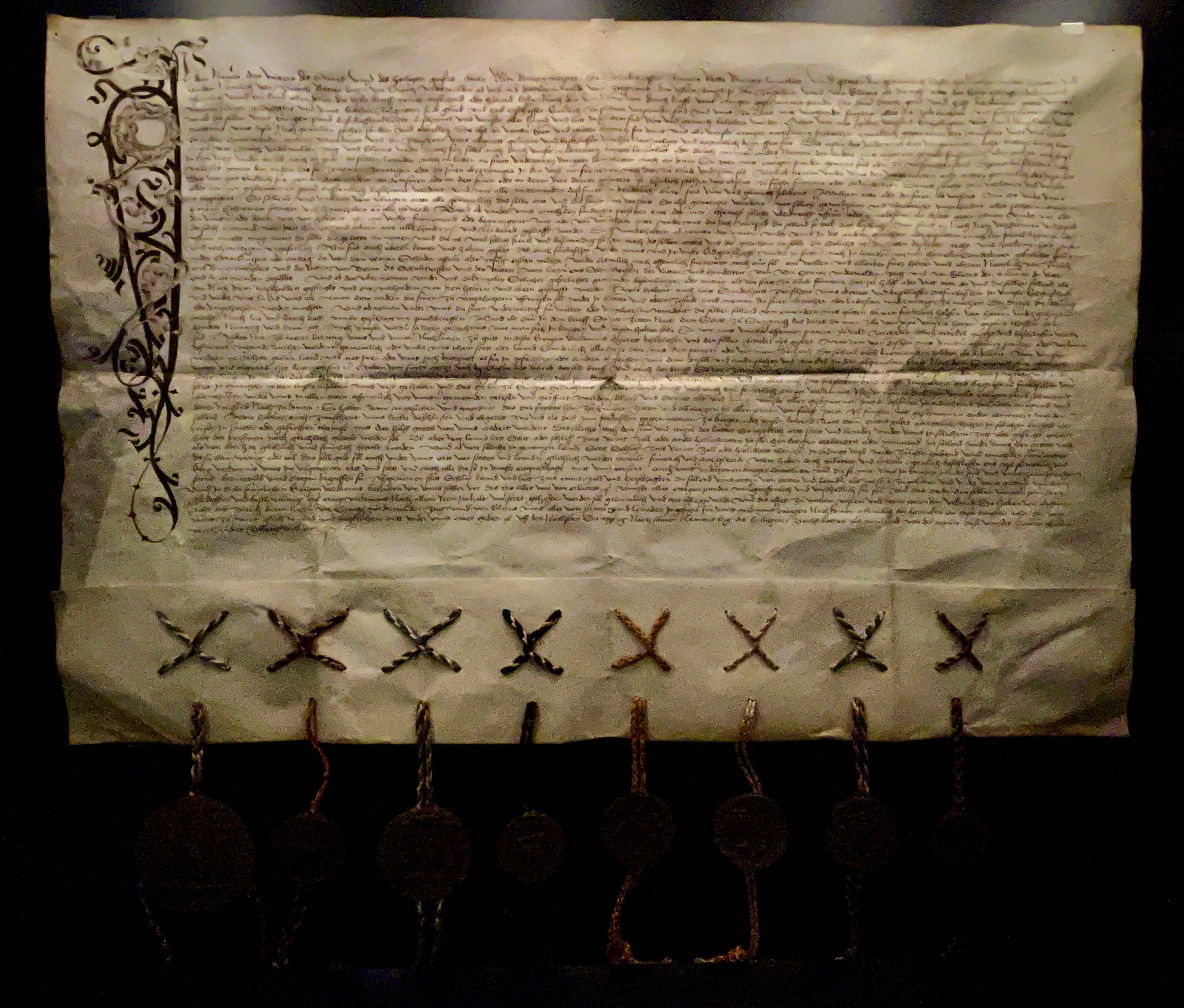
Stanser Verkommnis

- 22. Dezember: Die Acht Alten Orte der Eidgenossen besiegeln das Stanser Verkommnis, mit dem der innere Konflikt, insbesondere zwischen Stadt- und Länderorten, beigelegt wird. Der Konflikt hat sich unter anderem über die Aufteilung von Kriegsbeute nach der Schlacht bei Nancy 1477 sowie die Vereinbarung des gegenseitigen Burgrechts zwischen den Stadtorten Zürich, Bern und Luzern auf der einen und Freiburg und Solothurn auf der anderen Seite entzündet. Nach einer Botschaft des bekannten Einsiedlers Niklaus von Flüe an die Tagsatzung kommen die Streitparteien zu einer Einigung. Der Kompromiss besteht darin, Freiburg und Solothurn in den Bund aufzunehmen und im Gegenzug das Burgrecht abzuschaffen. Die Einigung umfasst das Verbot gewaltsamer Überfälle auf Miteidgenossen oder deren Bundesgenossen; den Schutz eines überfallenen Ortes durch die anderen; die Bestrafung der Übeltäter entweder durch die heimatlichen Gerichte oder durch diejenigen am Tatort; ein Verbot von Gemeindeversammlungen oder Zusammenrottung ohne Erlaubnis der Obrigkeit; ein Verbot, die Untertanen eines anderen Ortes aufzuwiegeln; die Verpflichtung der Orte, bei Aufständen von Untertanen anderer Orte zu vermitteln und die Bestätigung des Sempacher- und Pfaffenbriefes. Die Bünde sollen alle 5 Jahre beschworen und dabei die drei Verkommnisse verlesen werden. Schließlich soll Kriegsbeute künftig unter die Orte nach Kopfzahl verteilt werden.
- Der 1304/1306 gegründete Thüringer Dreistädtebund zwischen Nordhausen, Mühlhausen und Erfurt wird aufgelöst.

#### Osmanisches Reich

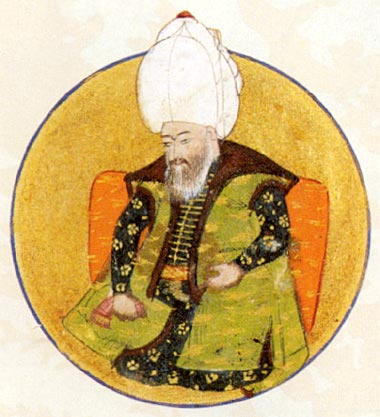
Bayezid II.

- Nach dem Tod Mehmeds II. am 3. Mai beenden die Osmanen die Besetzung des italienischen Otranto. Sein Nachfolger wird Bayezid II., genannt Adlî oder Veli „der Heiligmäßige“.

#### Asien
- 6. Januar: Shaykh Ahmad wird nach dem Tod seines Vaters Akhmat Khan, der von Ibaq Khan, dem Herrscher des Khanats Sibir, an der Mündung des Donez getötet wird, letzter Herrscher der Goldenen Horde.

### Wissenschaft und Technik
- Nach dem 3. Mai: Sultan Bayezid II. gründet in Istanbul das Galatasaray-Gymnasium.

### Kultur
Zwischen 1481 und 1482 wird Sandro Botticelli von Papst Sixtus IV. nach Rom berufen. In einem Team mit Perugino, Domenico Ghirlandaio, Luca Signorelli und anderen stattet er die neu errichtete Sixtinische Kapelle mit großen Wandgemälden, welche Ereignisse aus dem Leben Jesu und des Moses darstellen, und mit Porträts früherer Päpste aus.

### Gesellschaft
- Die Turniergesellschaften der Einhorngesellschaft und wenig später der Bärengesellschaft werden gegründet.

## Geboren

### Geburtsdatum gesichert
- 04. Januar: Kaspar von Mülinen, Schweizer Adeliger und Politiker († 1538)
- 16. Februar: Sebastian von Diesbach, Schultheiss der Stadt Bern († 1537)
- 02. März: Franz von Sickingen, Anführer der rheinischen und schwäbischen Ritterschaft († 1523)
- 07. März: Baldassare Peruzzi, italienischer Architekt und Maler († 1536)
- 14. März: Margarete Peutinger, Memminger/Augsburger Bürgerin, Humanistin und Numismatikerin († 1552)
- 12. April: Hieronymus Schurff, deutscher Jurist († 1554)
- 14. Mai: Ruprecht von der Pfalz, deutscher Adeliger aus dem Haus Wittelsbach († 1504)
- 16. Juni: Rudolf von Baden, Prinz von Baden und Domherr in Mainz, Köln, Straßburg und Augsburg († 1532)
- 01. Juli: Christian II., König von Dänemark, Norwegen und Schweden († 1559)
- 000August: Jakob von Salza, Fürstbischof von Breslau († 1539)
- 27. September: Kasimir, Markgraf von Brandenburg-Kulmbach († 1527)
- 11. November: Christoph Scheurl, deutscher Jurist, Diplomat und Humanist († 1542)
- 20. November: Wilhelm von Rogendorf, österreichischer Ritter und Obersthofmeister († 1541)
- 25. November: Melchior Pfintzing, deutscher Geistlicher und hochrangiges Mitglied des kaiserlichen Hofstaates († 1535)
- 14. Dezember: Lucas Rem, Augsburger Kaufmann und Tagebuchschreiber († 1541)
- 18. Dezember: Sophie von Mecklenburg, Herzogin von Sachsen († 1503)

### Genaues Geburtsdatum unbekannt
- Paul von Buol, Schweizer Adeliger († 1567)
- Philipp von Flersheim, Fürstbischof von Speyer und Fürstprobst von Weißenburg († 1552)
- Mateu Fletxa el Vell, aragonesischer Mönch und Komponist († 1553)
- Cornelis Hendricksz Loen, Amsterdamer Patrizier und Bürgermeister († 1547)
- Lucien, Herr von Monaco († 1523)
- Bastiano da Sangallo, italienischer Maler und Architekt († 1551)
- Konrad Scheuber, Schweizer Landammann, Richter und Eremit († 1559)
- Benvenuto Tisi Garofalo, italienischer Maler († 1559)
- Jakob Zili, Schweizer Kaufmann und Politiker († 1563)

### Geboren um 1481
- Neagoe Basarab, Herrscher der Walachei († 1521)

## Gestorben

### Todesdatum gesichert
- 03. Januar: Johannes von Dorsten, deutscher Theologe und Augustinermönch (* unbekannt)
- 06. Januar: Akhmat Khan, Herrscher der Goldenen Horde
- 07. Februar: Giulio Antonio Acquaviva, italienischer Condottiere, Herzog von Atri und Teramo (* um 1428)
- 22. Februar: Charles I. d’Amboise, französischer Adeliger
- 24. März: Heinrich II. von Stammer, Bischof von Naumburg
- 03. Mai: Mehmed II., Sultan des Osmanischen Reichs (* 1432)
- 21. Mai: Christian I., König von Dänemark, Norwegen und Schweden sowie Herzog von Schleswig und Holstein (* 1426)
- 31. Juli: Francesco Filelfo, italienischer Gelehrter und Humanist (* 1398)
- 23. August: Thomas Littleton, englischer Jurist und Verfasser eines wichtigen Rechtstextes (* um 1407)

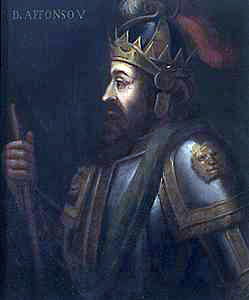
Alfons V.

- 28. August: Alfons V., zwölfter König von Portugal aus dem Hause Avis (* 1432)
- 03. September: Amalie von Brandenburg, Pfalzgräfin und Herzogin von Zweibrücken und Veldenz (* 1461)
- 05. September: Johann I., Herzog von Kleve (* 1419)
- 21. September: Bartolomeo Platina, italienischer Humanist und Bibliothekar (* 1421)
- 07. November: Barbara von Brandenburg, Markgräfin von Mantua (* 1422)
- 17. November: Martin Mair, bayerischer Humanist und Staatsmann (* 1420)
- 19. November: Anne Mowbray, 8. Countess of Norfolk, englische Adelige (* 1472)
- 22. November: Jean II. de Daillon, französischer Adliger und Hofbeamter (* 1423)

### Genaues Todesdatum unbekannt
- Gilbert Debenham, englischer Ritter (* um 1404)
- Lekë Dukagjini, albanischer Fürst (* 1410)
- Luca della Robbia, italienischer Bildhauer (* um 1400)
- Sai Tia Kaphut, König von Lan Xang in Laos (* 1415)